# Manius Acilius Glabrio (consul in 67 v.Chr.)
Manius Acilius Glabrio was praetor en consul in 67 v.Chr. Hij was voorzitter van de jury in het proces tegen Verres en stelde een wet op tegen de corruptie bij verkiezingen. Hij volgde Lucullus op als stadhouder van Bithynië en als opperbevelhebber in de oorlog tegen Mithridates.